# Senda ignorada
Senda ignorada es una película española policiaca de cine negro estrenada en 1946, dirigida por el debutante José Antonio Nieves Conde y protagonizada en los papeles principales por Enrique Guitart, Alicia Palacios y Fernando Nogueras.
De dicha película no se conoce la existencia de ninguna copia hasta la fecha.

## Sinopsis
Guido Morani es un gánster que siempre consigue salir indemne de sus fechorías, ante la exasperación del inspector Russell y las pocas veces que se le juzga logra ser absuelto, hasta que se enamora de una mujer casada.

## Reparto
- Enrique Guitart como Guido Morani
- Alicia Palacios como Mary Kerrigan
- Fernando Nogueras como Frank Russell
- Jacinto San Emeterio como Alfred Kerrigan
- Porfiria Sanchiz como Sra. Walsen
- Ramón Martori como Fiscal
- José Prada como Inspector T.M. Clay
- Rafael Bardem como	Defensor
- Manuel Kayser como	Capellán
- Manuel Arbó como Preparador
- Dionisia de las Heras como Sra. Passon
- Ángel de Andrés como Peter
- Lolita Crespo como	Recién casada
- José María Rodero como Recién casado
- Nicolás D. Perchicot como Juez
- Luis Latorre como Sr. Lucter
- Félix Fernández como Jefe del refugio
- Emilio Ruiz de Córdoba como Guía
- Mariano Alcón como Maître Florio
- Enrique Herreros como Espectador
- Jesús Castro Blanco como Carcelero
- Ángel Álvarez como Barman
- Monique Thibaut como Cancionista